# Music Quiz
Music Quiz è stato un programma televisivo italiano, tratto dal format francese Le Grand Blind Test e trasmesso in prima serata su Rai 1 dal 16 dicembre 2016 al 3 febbraio 2017 con la conduzione di Amadeus. Il programma viene registrato presso l'Auditorium Rai di Napoli.
La sigla del programma era una cover della canzone Uptown Funk di Mark Ronson in collaborazione con Bruno Mars.

## Format
In ogni puntata due squadre, ciascuna composta da 4 personaggi famosi (cantanti, attori, comici, protagonisti della TV e del mondo del web) fra cui un "capitano", prendono parte a vari giochi di carattere musicale.
Al termine della puntata il team vincitore va a giocare al "disco d'oro", dove il vip che avrà indovinato più interpreti vince il premio del "disco d'oro di plastica".

## Edizioni
| Edizione | Inizio           | Fine            | Puntate | Presentatore | Studio                   |
| -------- | ---------------- | --------------- | ------- | ------------ | ------------------------ |
| 1        | 16 dicembre 2016 | 3 febbraio 2017 | 7       | Amadeus      | Auditorium Rai di Napoli |

### Prima edizione
| Puntata | Messa in onda    | Team vincitore                                                    | Team perdente                                                            | Ospiti           |
| ------- | ---------------- | ----------------------------------------------------------------- | ------------------------------------------------------------------------ | ---------------- |
| 1       | 16 dicembre 2016 | Flavio Parenti Anna Safroncik Vladimir Luxuria Gabriele Cirilli   | Fabio Troiano Deborah Iurato Max Tortora Claudia Pandolfi                | Al Bano          |
| 2       | 23 dicembre 2016 | Valentina Corti Massimo Ciavarro Lorella Cuccarini Sergio Friscia | Massimo Ghini Michela Andreozzi Nicola Savino Maria Grazia Cucinotta     | Ricchi e Poveri  |
| 3       | 30 dicembre 2016 | Tullio Solenghi Serena Rossi Flavio Montrucchio Gloria Guida      | Roberto Farnesi Lucrezia Lante della Rovere Paolo Conticini Paola Perego | Orietta Berti    |
| 4       | 13 gennaio 2017  | Iva Zanicchi Simone Montedoro Debora Villa Filippo Magnini        | Giorgia Surina Pupo Amanda Lear Biagio Izzo                              | Fiordaliso       |
| 5       | 27 gennaio 2017  | Giancarlo Magalli Fatima Trotta Valerio Scanu Manuela Arcuri      | Filippa Lagerbäck Sergio Assisi Marcella Bella Cesare Bocci              | Fausto Leali     |
| 6       | 1º febbraio 2017 | Anna Falchi Max Tortora Platinette Flavio Montrucchio             | Francesca Chillemi Maurizio Casagrande Alba Parietti Fabrizio Frizzi     | Edoardo Vianello |
| 7       | 3 febbraio 2017  | Romina Power Teo Teocoli Serena Rossi Sergio Assisi               | Luca Capuano Giovanna Civitillo Sergio Friscia Vladimir Luxuria          | Anna Tatangelo   |

- Nota: il vincitore assoluto di puntata è in grassetto.

### Ascolti
| Puntata | Messa in onda    | Telespettatori | Share  |
| ------- | ---------------- | -------------- | ------ |
| 1       | 16 dicembre 2016 | 3 754 000      | 17,82% |
| 2       | 23 dicembre 2016 | 3 089 000      | 15,09% |
| 3       | 30 dicembre 2016 | 3 100 000      | 14,15% |
| 4       | 13 gennaio 2017  | 3 168 000      | 13,32% |
| 5       | 27 gennaio 2017  | 3 130 000      | 14,25% |
| 6       | 1º febbraio 2017 | 2 351 000      | 10,02% |
| 7       | 3 febbraio 2017  | 3 399 000      | 15,40% |
| Media   | Media            | 3 142 000      | 14,29% |

## I giochi
- Senti chi canta: In questo gioco introduttivo, le due squadre formate da uomini e donne devono scrivere in 20 secondi chi è l'interprete della canzone che viene trasmessa, dopodiché negli ultimi 5 secondi possono indovinare tra quattro opzioni di risposta. Il vip che indovina guadagna due punti mentre se ha indovinato grazie alle opzioni di risposta guadagna un punto. Al termine della prova, i due vip che avranno guadagnato più punti saranno i capitani delle due squadre e ognuno sceglieranno i membri della propria squadra.
- Star Cover: In questo gioco, l'ospite presente in studio canterà delle canzoni e le due squadre devono prenotarsi al pulsante indovinando l'interprete. La squadra che ha indovinato guadagna due punti.
- Bimbo Mix: In questa prova, le due squadre devono scrivere su un tablet, l'interprete della canzone che sta cantando un bambino o una bambina con la cuffia alle orecchie. La squadra che è stata più veloce guadagna due punti.
- Faccia a faccia: In questo gioco, dopo che un componente della squadra avversaria ha scelto una delle quattro categorie, un membro per squadra deve indovinare in 40 secondi il maggior numero di interpreti di canzoni che fanno parte di quella categoria. Al termine della prova, il numero di interpreti indovinati si somma al punteggio della squadra.
- Hai voluto la bicicletta: In questa prova, due vip per squadra devono pedalare su una cyclette collegata ad un giradischi e a seconda della velocità del passo farà partire una musica. Le squadre prenotandosi al pulsante devono indovinare il titolo del film cui appartiene la colonna sonora o l'interprete e ad ogni risposta esatta si guadagnano due punti.
- Cover improbabili: In questa prova, le due squadre devono indovinare l'interprete di una canzone suonata da due artisti con i piedi su un'enorme tastiera musicale, un ensemble con un theremin, un gruppo di zampogne, un quartetto di arpe, ecc. La squadra che è stata più veloce guadagna due punti.
- Musica su misura: In questo gioco, in 20 secondi, ogni vip deve scrivere sul proprio tablet l'interprete di alcune canzoni che sono tutte legate da un tema oggetto della manche. Il vip che indovina guadagna due punti mentre se ha indovinato grazie alle opzioni di risposta negli ultimi 5 secondi guadagna un punto.
- Ospite desiderato: In questo gioco, le due squadre dopo sette secondi, devono prenotarsi al pulsante l'interprete delle cinque canzoni trasmesse in contemporanea da cinque mangiadischi. Successivamente, l'ospite presente in studio canterà delle cover e le squadre devono scrivere l'interprete corrispondente. La squadra che è stata più veloce guadagna due punti.
- Amendola Mix: In questa prova, le due squadre devono scrivere su un tablet, l'interprete della canzone che sta cantando Claudio Amendola con la cuffia alle orecchie. La squadra che è stata più veloce guadagna due punti.
- Mara Mix: In questa prova, le due squadre devono scrivere su un tablet, l'interprete della canzone che sta cantando Mara Venier con la cuffia alle orecchie. La squadra che è stata più veloce guadagna due punti.
- Conti Mix: In questa prova, le due squadre devono scrivere su un tablet, l'interprete della canzone che sta cantando Carlo Conti con la cuffia alle orecchie. La squadra che è stata più veloce guadagna due punti.
- Aldo, Giovanni e Giacomo Mix: In questa prova, le due squadre devono scrivere su un tablet, l'interprete della canzone che stanno cantando Aldo, Giovanni e Giacomo con la cuffia alle orecchie. La squadra che è stata più veloce guadagna due punti.
- Clerici Mix: In questa prova, le due squadre devono scrivere su un tablet, l'interprete della canzone che sta cantando Antonella Clerici con la cuffia alle orecchie. La squadra che è stata più veloce guadagna due punti.
- Balivo Mix: In questa prova, le due squadre devono scrivere su un tablet, l'interprete della canzone che sta cantando Caterina Balivo con la cuffia alle orecchie. La squadra che è stata più veloce guadagna due punti.
- Parole, parole, parole: In questa prova, le due squadre devono scrivere su un tablet, l'interprete della canzone il cui testo viene letto da Luca Ward. La squadra che è stata più veloce guadagna due punti.
- Nonno Mix: In questa prova, le due squadre devono scrivere su un tablet, l'interprete della canzone che sta cantando una nonna o un nonno con la cuffia alle orecchie. La squadra che è stata più veloce guadagna due punti.
- Twist & Quiz: In questa prova, due vip di cui uno per squadra, devono indovinare l'interprete di una canzone velocizzata, rallentata, al contrario e a singhiozzo. Prenotandosi al pulsante che si attiva dopo 7 secondi devono rispondere. Se il vip dà la risposta esatta, guadagna due punti.
- Intrusong: In questo gioco, in 20 secondi, ogni vip deve scrivere sul proprio tablet l'interprete di alcune canzoni ballate da alcuni vip all'interno di filmati d'epoca. ll vip che indovina guadagna due punti mentre se ha indovinato grazie alle opzioni di risposta negli ultimi 5 secondi guadagna un punto.
- C'era una volta: In questa prova, le due squadre devono scrivere su un tablet, l'interprete della canzone, la cui storia viene raccontata da dei bambini. La squadra che è stata più veloce guadagna due punti.
- Taca Banda: In questa prova, due vip per squadra devono scrivere ognuno su una lavagna sei interpreti di sei canzoni di cui si sente solo l'introduzione non cantata. Ad ogni interprete indovinato, si guadagnano due punti.
- DJ Mix: In questa prova, le due squadre devono scrivere su un tablet, l'interprete di due canzoni mixate contemporaneamente da un disc jockey. La squadra che è stata più veloce guadagna due punti.
- Prego, si accomodi: In questo gioco, due vip di cui uno per squadra, devono cantare disturbati a cappella alcune canzoni di un'epoca in cui è ambientata la manche e le squadre devono prenotarsi al pulsante per indovinare l'interprete. La squadra che è stata più veloce guadagna due punti.
- Il disco d'oro: In questo gioco finale, ogni membro della squadra vincitrice della puntata in 90 secondi deve indovinare il maggior numero di interpreti di canzoni appartenenti ad una determinata categoria con la possibilità di passare. Al termine della prova, il membro della squadra che ha indovinato più canzoni vince il disco d'oro di plastica. In caso di parità, verrà fatta una domanda di spareggio, dove il vip che per alzata di mano indovina per primo l'interprete della canzone trasmessa vince il disco d'oro di plastica.